# Ambassade de France en Islande
L'ambassade de France en Islande est la représentation diplomatique de la République française auprès de la république d'Islande. Elle est située à Reykjavik, la capitale du pays, et son ambassadeur est, depuis 2022, Guillaume Bazard (d).

## Ambassade
L’ambassade est située à dans le nord-ouest de Reykjavik, près du Parlement islandais et juste en face de l’église de Landakot. Elle accueille aussi la section consulaire de l'ambassade de France.

## Ambassadeurs de France en Islande
| De   | À    | Ambassadeur                        |
| ---- | ---- | ---------------------------------- |
| 1947 | 1959 | Henri Voillery                     |
| 1959 | 1962 | Jean Brionval                      |
| 1962 | 1969 | Jean Strauss                       |
| 1969 | 1973 | Philippe Benoist                   |
| 1973 | 1978 | Jacques Pradelles de Latour Dejean |
| 1978 | 1982 | François Desbans                   |
| 1982 | 1985 | Louis Legendre                     |
| 1985 | 1988 | Yves Mas                           |
| 1988 | 1992 | Jacques Mer                        |
| 1992 | 1994 | François Rey-Coquais               |
| 1994 | 1999 | Robert Cantoni                     |
| 1999 | 2004 | Louis Bardollet                    |
| 2004 | 2007 | Nicole Michelangeli                |
| 2007 | 2009 | Olivier Mauvisseau                 |
| 2009 | 2011 | Caroline Dumas                     |
| 2011 | 2014 | Marc Bouteiller                    |
| 2014 | 2017 | Philippe O'Quin (d)                |
| 2017 | 2021 | Graham Paul (d)                    |
| 2021 | 2022 | Sophie Laszlo (d),                 |
| 2022 | auj. | Guillaume Bazard (d)               |

## Relations diplomatiques

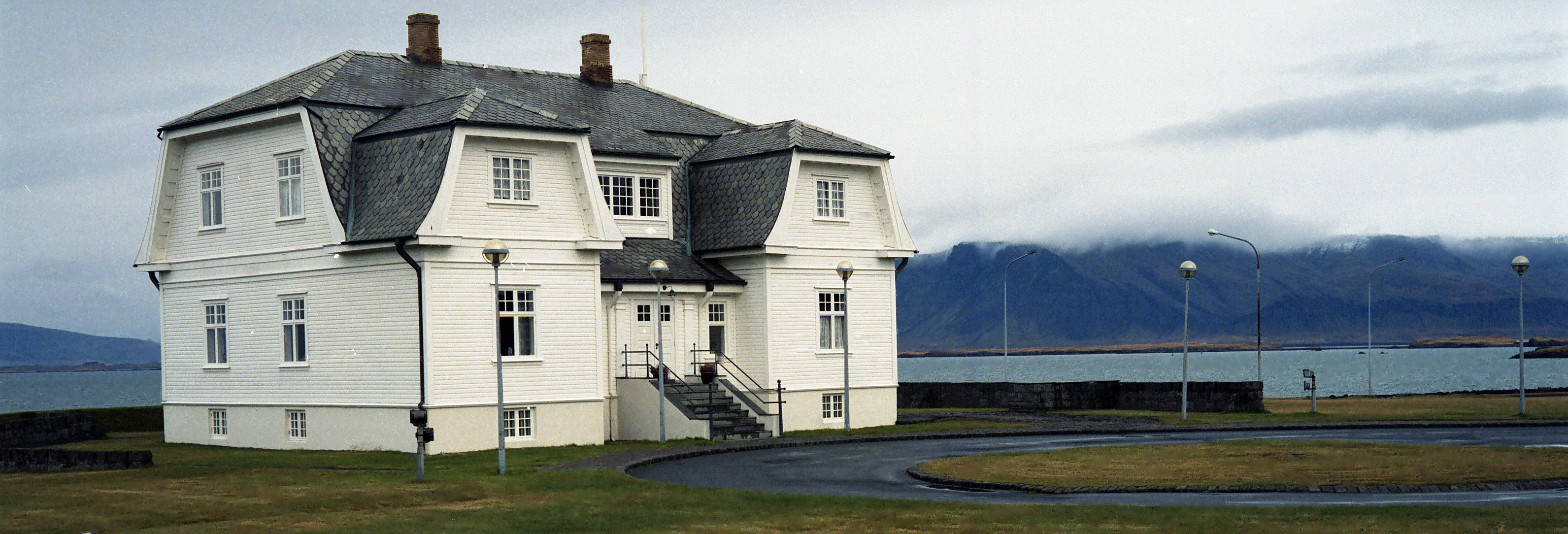
Höfði, l'ancien consulat de France.

Le premier Consul de France en Islande, Jean-Pierre Brioulin, est nommé en 1908, quatre ans après l'autonomie avec le Danemark. C'est lui qui fit construire la maison dite « Höfði (en) », qui accueillit le sommet de Reykjavik entre Ronald Reagan et Mikhaïl Gorbatchev en 1986, prélude à la fin de la guerre froide. L'Alliance française en Islande est fondée en 1911, par Thora Fridriksson. André Courmont deviendra consul de 1917 à 1923.
Le 17 juin 1944, l'Islande proclame son indépendance, sans résistance de la part du Danemark et intègre l'OTAN dès 1949, puis le Conseil de l'Europe dont elle devient le 10e membre en 1950. Le premier échange d'ambassadeurs entre les deux pays s'effectue en 1946-1947.

## Consulats
Outre la section consulaire de l'ambassade de Reykjavik, il existe trois consuls honoraires basés à Akureyri, Isafjördur et Egilsstaðir.

### Communauté française
Au 31 décembre 2016, 515 Français sont inscrits sur le registre consulaire en Islande.
| 2001 | 2002 | 2003 | 2004 |
| ---- | ---- | ---- | ---- |
| 208  | 196  | 200  | 224  |

| 2005 | 2006 | 2007 | 2008 |
| ---- | ---- | ---- | ---- |
| 241  | 273  | 267  | 292  |

| 2009 | 2010 | 2011 | 2012 |
| ---- | ---- | ---- | ---- |
| 303  | 309  | 341  | 348  |

| 2013 | 2014 | 2015 | 2016 |
| ---- | ---- | ---- | ---- |
| 349  | 340  | 404  | 515  |

### Circonscriptions électorales
Depuis la loi du 22 juillet 2013 réformant la représentation des Français établis hors de France avec la mise en place de conseils consulaires au sein des missions diplomatiques, les ressortissants français d'une circonscription recouvrant l'Islande et la Norvège élisent pour six ans trois conseillers consulaires. Ces derniers ont trois rôles :
1. ils sont des élus de proximité pour les Français de l'étranger ;
2. ils appartiennent à l'une des quinze circonscriptions qui élisent en leur sein les membres de l'Assemblée des Français de l'étranger ;
3. ils intègrent le collège électoral qui élit les sénateurs représentant les Français établis hors de France.

Pour l'élection à l'Assemblée des Français de l'étranger, l'Islande appartenait jusqu'en 2014 à la circonscription électorale de Stockholm, comprenant aussi le Danemark, l'Estonie, la Finlande, la Lettonie, la Lituanie, la Norvège et la Suède, et pourvoyant deux sièges. L'Islande appartient désormais à la circonscription électorale « Europe du Nord » dont le chef-lieu est Londres et qui désigne huit de ses 28 conseillers consulaires pour siéger parmi les 90 membres de l'Assemblée des Français de l'étranger.
Pour l'élection des députés des Français de l’étranger, l'Islande dépend de la 3e circonscription.